# Municipio Rincón Chamula San Pedro
Koordinaten: 17° 14′ 0″ N, 92° 56′ 0″ W
Die Municipio Rincón Chamula San Pedro ist ein Municipio im mexikanischen Bundesstaat Chiapas. Es wurde im Jahr 2017 aus dem Municipio Pueblo Nuevo Solistahuacán ausgegliedert und hat seinen Sitz in der Ortschaft Rincón Chamula. Die Bevölkerung ist mehrheitlich indigenen Ursprungs und spricht vorwiegend die Tzotzil-Sprache.

## Geographie
Das Municipio Rincón Chamula San Pedro liegt in der Gebirgsregion Los Bosques im Norden von Chiapas. Es grenzt an die Municipios Ixhuatán, Pueblo Nuevo Solistahuacán, Jitotol, Rayón und Tapilula. Das Municipio hat eine Fläche von 77,93 km² und liegt auf einer durchschnittlichen Höhe von 1984 m über dem Meeresspiegel. Das Gelände ist bergig und reicht von 1100 bis 2500 m Höhe. Die Vegetation ist größtenteils durch landwirtschaftliche Anbauflächen ersetzt worden. Das Klima ist je nach Höhenlage von gemäßigt bis tropisch feucht mit ganzjährigen Niederschlägen.

## Bevölkerung
Laut der Volkszählung von 2020 hat das Municipio Rincón Chamula San Pedro 8718 Einwohner, davon sind 4691 Frauen und 4027 Männer. Die Bevölkerungsdichte beträgt 111,77 Einwohner pro km². 6981 Einwohner sprechen eine indigene Sprache, hauptsächlich Tzotzil. Die Alphabetisierungsrate liegt bei 75,8 %.

## Ort
Das Municipio Rincón Chamula San Pedro besteht aus vier Ortschaften, von denen nur der Hauptort Rincón Chamula als urban klassifiziert ist. Er hat 6732 Einwohner und liegt auf einer Höhe von 1879 m. Die anderen Ortschaften sind La Florida, San Felipe, und Rinconcito Uno.